# Great Yeldham
Great Yeldham è un villaggio e parrocchia civile dell'Inghilterra, appartenente alla contea dell'Essex.